# Delegação de Catsina na Assembleia Nacional da Nigéria
A delegação de Catsina na Assembleia Nacional da Nigéria compreende três Senadores representando Catsina Sul, Catsina Central, e Catsina Norte, e quinze Representantes representando Kaita/Jibia, Malum Fashi/Kafur, Daura/Sandamu/Mai'Adua, Funtua/Dandume, Dutsin-ma/Kurfi, Mashi/Dvisi, Mani/Bindawa, Bakori/Danja, Kankia/Ingawa/Kusada, Safana/Batsari/Dan-Musa, Musawa/Matazu, Rimi/Charanchi/Batagarawa, Baure/Zango,Kankara/Sabuwa/Faskari, e Catsina Central.

## Quarta República

### O 4º Parlamento (1999 - 2003)
|               |                         |         |                           |                |
| Cargo         | Nome                    | Partido | Eleitorado                | Período        |
|               |                         |         |                           |                |
| Senador       | Mohammed T Liman        | ANPP    | Katsina Sul               | 1999–2003      |
| Senador       | Mamman Samaila          | PDP     | Catsina Central           | 1999–2003      |
| Senador       | Ibrahim M. Ida          | PDP     | Catsina Norte             | 2007–till date |
|               |                         |         |                           |                |
| Representante | Abdullahi Musa Nuhu     | PDP     | Kaita/Jibia               | 1999–2003      |
| Representante | Aminu Bello Musari      | PDP     | Malum Fashi/Kafur         | 1999–2003      |
| Representante | Daura AdamuSaidu        | PDP     | Daura/Sandamu/Mai'Adua    | 1999–2003      |
| Representante | Funtua Lawal Ibrahim    | PDP     | Funtua/Dandume            | 1999–2003      |
| Representante | Makera Sabiu Hassan     | PDP     | Dutsin-ma/Kurfi           | 1999–2003      |
| Representante | Mashi Abdu Haro         | PDP     | Mashi/Dvisi               | 1999–2003      |
| Representante | Musa Aliyu              | PDP     | Mani/Bindawa              | 1999–2003      |
| Representante | Nadabo Tukur Idris      | PDP     | Bakori/Danja              | 1999–2003      |
| Representante | Nasarawa Usman Mani     | PDP     | Kankia/Ingawa/Kusada      | 1999–2003      |
| Representante | Safana Amina Yakubu     | PDP     | Safana/Batsari/Dan-Musa   | 1999–2003      |
| Representante | Shehu Abubakar Garba    | PDP     | Musawa/Matazu             | 1999–2003      |
| Representante | Tsagero Muazu Lemamu    | PDP     | Rimi/Charanchi/Batagarawa | 1999–2003      |
| Representante | Yahaya Shuaib Baure     | PDP     | Baure/Zango               | 1999–2003      |
| Representante | Yankara Lawal Yusufu    | PDP     | Kankara/Sabuwa/Faskari    | 1999–2003      |
| Representante | Yar'adua Abubakar Sadiq | PDP     | Catsina Central           | 1999–2003      |